# Román de Condat
San Román de Condat (c. 390 – c. 463) fue un santo del siglo V.  A los 35 años, decidió vivir una vida de eremita en el poblado de Condat.  Su hermano menor Lupicio lo siguió. Fue el fundador y primer abad del monasterio benedictino de esa zona, en el que profesó también San Eugendo.
Román fue ordenado sacerdote por San Hilario de Arlés en 444. Román y su hermano Lupicio fundaron diversos monasterios, entre los que destacan: la propia abadía de Condat (que es el núcleo de lo que ahora es la ciudad de Saint-Claude), Lauconne (posteriormente Saint-Lupicin, porque Lupicio fue enterrado allí), La Balme (Beaume) (posteriormente Saint-Romain-de-Roche), donde Román fue enterrado, y Romainmôtier (Romanum monasterium) en el cantón suizo de Vaud.